# Wendi Richter
Wendi Richter (nascida em 6 de Setembro de 1961) é uma ex-lutadora de wrestling profissional. Ela iniciou sua carreira profissional na companhia National Wrestling Alliance (NWA), onde conquistou o título feminino de duplas, junto com Joyce Grable. Na metade dos anos 80, assinou contrato com a World Wrestling Federation (WWF). Ela conquistou rapidamente o Título Feminino da WWF e formou feud com The Fabulous Moolah pelo título.
Foi envolvida em uma storyline com Cyndi Lauper e, após perder o título, saiu da WWF. Ainda lutou pela World Wrestling Council e American Wrestling Alliance. Aparece em alguns eventos de circuitos independentes como atração especial.

## No wrestling
- Ataques
  - Sitout DDT
  - Swinging arm wrench facebuster

- Managers
  - Cyndi Lauper

- Músicas de entrada
  - "Girls Just Want to Have Fun" de Cyndi Lauper
  - "The Goonies 'R' Good Enough" de Cyndi Lauper

## Títulos e prêmios
- American Wrestling Association
  - AWA Women's Championship (1 vez)

- National Wrestling Alliance
  - NWA Women's World Tag Team Championship (2 vezes) - com Joyce Grable

- National Wrestling Federation
  - NWF Women's Championship (1 vez)

- World Wrestling Council
  - WWC Women's Championship (2 vezes)

- World Wrestling Federation
  - WWF Women's Championship (2 vezes)